# Fer Niño
Fernando Niño Rodríguez (Palma de Mallorca, Mallorca, 24 de octubre de 2000), conocido deportivamente como Fer Niño, es un futbolista español. Juega de delantero y su equipo es el Burgos C. F. de la Segunda División de España. Es hijo del exfutbolista Fernando Niño Bejarano.

## Trayectoria
Fer Niño llegó a la academia del Villarreal C. F. en 2016, después de jugar en varios equipos de Cádiz.
Debutó como sénior con el Villarreal C. F. "C" el 24 de agosto de 2019, en un partido de Tercera División. Apenas dos meses después, en octubre de 2019, marcó su primer gol como sénior ante la U. D. Benigànim.
El 22 de enero de 2020, y sin pasar siquiera por el Villarreal C. F. "B", hizo su debut con el primer equipo en un partido de Copa del Rey frente al Girona Futbol Club, con victoria del cuadro castellonense por 0-3. En ese partido disputó parte de la segunda mitad, después de entrar por Pau Torres. Tres días después hizo su debut en Primera División, al entrar en el minuto 88 del partido que enfrentaba al Villarreal frente al Deportivo Alavés. Entró con el partido empatado a uno, y logró en el último minuto el gol que suponía el 1-2, dándole, así, la victoria a su equipo, y consiguiendo estrenarse como goleador el mismo día de su debut en la categoría.
El 18 de agosto de 2021 el conjunto castellonense lo cedió al R. C. D. Mallorca hasta final de temporada, teniendo la oportunidad de jugar en el mismo equipo que lo hiciera su padre años atrás. Debutó tres días después y, como ya hiciera en su estreno con el Villarreal C. F. en Primera División, marcó el gol del triunfo ante el Deportivo Alavés en Mendizorroza.
En la campaña 2022-23 regresó a Villarreal y compitió con el filial en Segunda División antes de marcharse al final de la misma al Burgos C. F. para jugar los siguientes tres años.

## Estadísticas

### Clubes
Actualizado al último partido disputado el 31 de mayo de 2025.
| Club                          | Div.          | Temporada     | Liga  | Liga  | Copas nacionales | Copas nacionales | Copas internacionales | Copas internacionales | Total | Total |
| Club                          | Div.          | Temporada     | Part. | Goles | Part.            | Goles            | Part.                 | Goles                 | Part. | Goles |
| ----------------------------- | ------------- | ------------- | ----- | ----- | ---------------- | ---------------- | --------------------- | --------------------- | ----- | ----- |
| Villarreal C. F. "C" · España | 3.ª           | 2019-20       | 13    | 4     | —                | —                | —                     | —                     | 13    | 4     |
| Villarreal C. F. "C" · España | Total club    | Total club    | 13    | 4     | 0                | 0                | 0                     | 0                     | 13    | 4     |
| Villarreal C. F. "B" · España | 2.ª B         | 2019-20       | 4     | 0     | —                | —                | —                     | —                     | 4     | 0     |
| Villarreal C. F. · España     | 1.ª           | 2019-20       | 5     | 1     | 2                | 1                | —                     | —                     | 7     | 2     |
| Villarreal C. F. · España     | 1.ª           | 2020-21       | 17    | 3     | 5                | 3                | 5                     | 2                     | 27    | 8     |
| R. C. D. Mallorca · España    | 1.ª           | 2021-22       | 23    | 2     | 2                | 0                | —                     | —                     | 25    | 2     |
| R. C. D. Mallorca · España    | Total club    | Total club    | 23    | 2     | 2                | 0                | 0                     | 0                     | 25    | 2     |
| Villarreal C. F. "B" · España | 2.ª           | 2022-23       | 39    | 4     | —                | —                | —                     | —                     | 39    | 4     |
| Villarreal C. F. "B" · España | Total club    | Total club    | 43    | 4     | 0                | 0                | 0                     | 0                     | 43    | 4     |
| Villarreal C. F. · España     | 1.ª           | 2022-23       | 3     | 0     | 0                | 0                | 0                     | 0                     | 3     | 0     |
| Villarreal C. F. · España     | Total club    | Total club    | 25    | 4     | 7                | 4                | 5                     | 2                     | 37    | 10    |
| Burgos C. F. · España         | 2.ª           | 2023-24       | 37    | 7     | 3                | 1                | —                     | —                     | 40    | 8     |
| Burgos C. F. · España         | 2.ª           | 2024-25       | 41    | 10    | 2                | 1                | ―                     | ―                     | 43    | 11    |
| Burgos C. F. · España         | Total club    | Total club    | 78    | 17    | 5                | 2                | 0                     | 0                     | 83    | 19    |
| Total carrera                 | Total carrera | Total carrera | 182   | 31    | 14               | 6                | 5                     | 2                     | 201   | 39    |
| 1. 2.                         |               |               |       |       |                  |                  |                       |                       |       |       |

## Palmarés

### Campeonatos internacionales
| Título                 | Club             | Sede   | Año  |
| ---------------------- | ---------------- | ------ | ---- |
| Liga Europa de la UEFA | Villarreal C. F. | Gdansk | 2021 |